# Dalva de Andrade
Dalva de Andrade Serra, conhecida artisticamente como Dalva de Andrade (Rio de Janeiro, 2 de abril de 1935) é uma cantora brasileira.

## Carreira
Dalva foi revelada no programa "Pescador de estrelas", do radialista e cantor Arnaldo Amaral. Em 1955 recebeu menção honrosa na categoria "Revelação feminina" do crítico Sylvio Tulio Cardoso.  "Serenata suburbana", uma guarânia do compositor pernambucano Capiba e que nomeou o álbum lançado em 1960, é considerada um dos seus maiores sucessos.
Afastou-se da carreira artística em meados da década de 60, devido a problemas auditivos .

## Discografia

### Álbuns
- (1955) Linda Espanha/Aquele quarto • Continental • 78
- (1955) Tudo nos falta/Preço do silêncio • Continental • 78
- (1956) Chuva/Bacarat • Continental • 78
- (1957) Marcelino, pão e vinho/Letra e música • Polydor • 78
- (1957) Que murmurem/Sempre ele • Polydor • 78
- (1958) Eu, você e o mar/Sonhando à beira-mar • Polydor • 78
- (1958) No azul pintado de azul/Nunca pensei • Polydor • 78
- (1958) É luxo só/Sou eu • Polydor • 78
- (1959) Eis Dalva de Andrade • Polydor • LP
- (1959) Chorei sozinha/Um pouco de ti • Odeon • 78
- (1959) Natal/Alegre Natal • Polydor • 78
- (1959) Insistência/Eu sei que vou te amar • Polydor • 78
- (1959) Brigas, nunca mais/História • Polydor • 78
- (1960) Serenata suburbana • Odeon • LP
- (1960) Quando te encontrar/Voltei para ficar • Odeon • 78
- (1960) Vou fazer um samba/Serenata suburbana • Odeon • 78
- (1960) Eis Dalva de Andrade • Polydor • LP
- (1961) Se você se importasse/Quando um amor se acaba • Odeon • 78
- (1961) Minha solidão/Quero saber • Odeon • 78
- (1961) A grande dor/Ser só • Odeon • 78
- (1962) Cravo vermelho/Prelúdio para ninar gente grande • Odeon • 78
- (1962) Amor e ciúme/Tormento • Odeon • 78
- (1963) Cigana/Amor, mon amour, my love • Odeon • 78
- (1963) Não me esqueças/O pecador • Odeon • 78
- (1963) Prece • Odeon • LP